# Morikuni
Prins Morikuni (守邦親王; 1301 – 1333) was de negende en laatste shogun (19 juni 1308 - 25 september 1333) van het Japanse Kamakura-shogunaat. Hij was een zoon van de achtste shogun, prins Hisaaki, en een kleinzoon van keizer Go-Fukakusa.
De macht tijdens zijn heerschappij was in handen van de shikken (regent) van de Hojo-clan. Morikuni was slechts een stroman van shikken Hojo Takatoki. Na de val van het Kamakura-shogunaat werd hij een boeddhistische priester. Hij zou korte tijd later sterven.
Het Kamakura-shogunaat werd opgevolgd door de Kenmu-restauratie.

## Tijdperken
De jaren van het shogunaat van Yoriie vallen binnen meerdere Japanse perioden:
- Enkyoperiode (1308-1311)
- Ochoperiode (1311-1312)
- eerste Showaperiode (1312-1317)
- Bumpoperiode (1317-1319)
- Gen'operiode (1319-1321)
- Genkyoperiode (1321-1324)
- Shochuperiode (1324-1326)
- Karyakuperiode (1326-1329)
- Gentokuperiode (1329-1331)
- Genkoperiode (1331-1334)
- Shokeiperiode (1332-1338) (noordelijk hof)